# 太陽公園

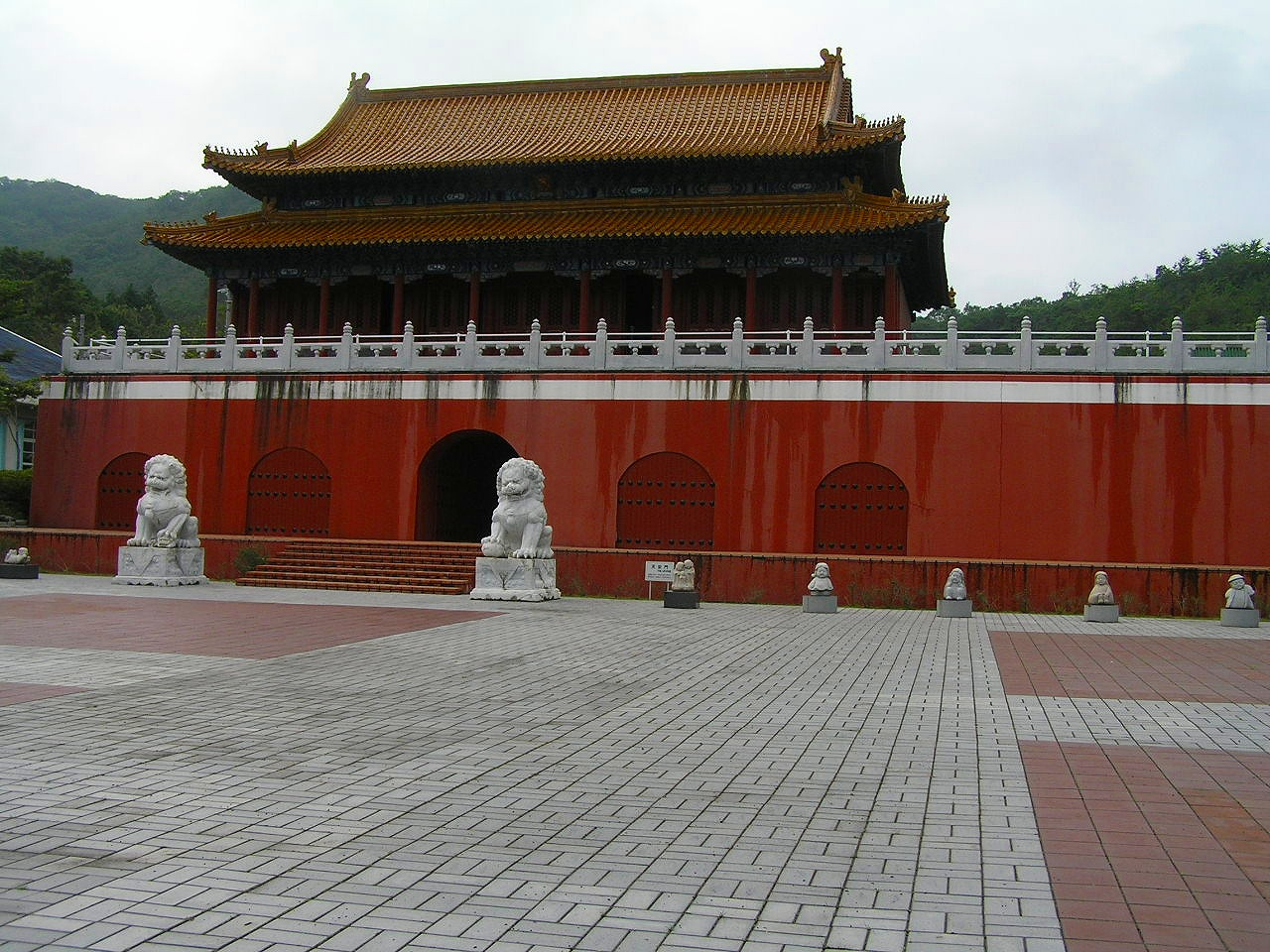
天安門広場

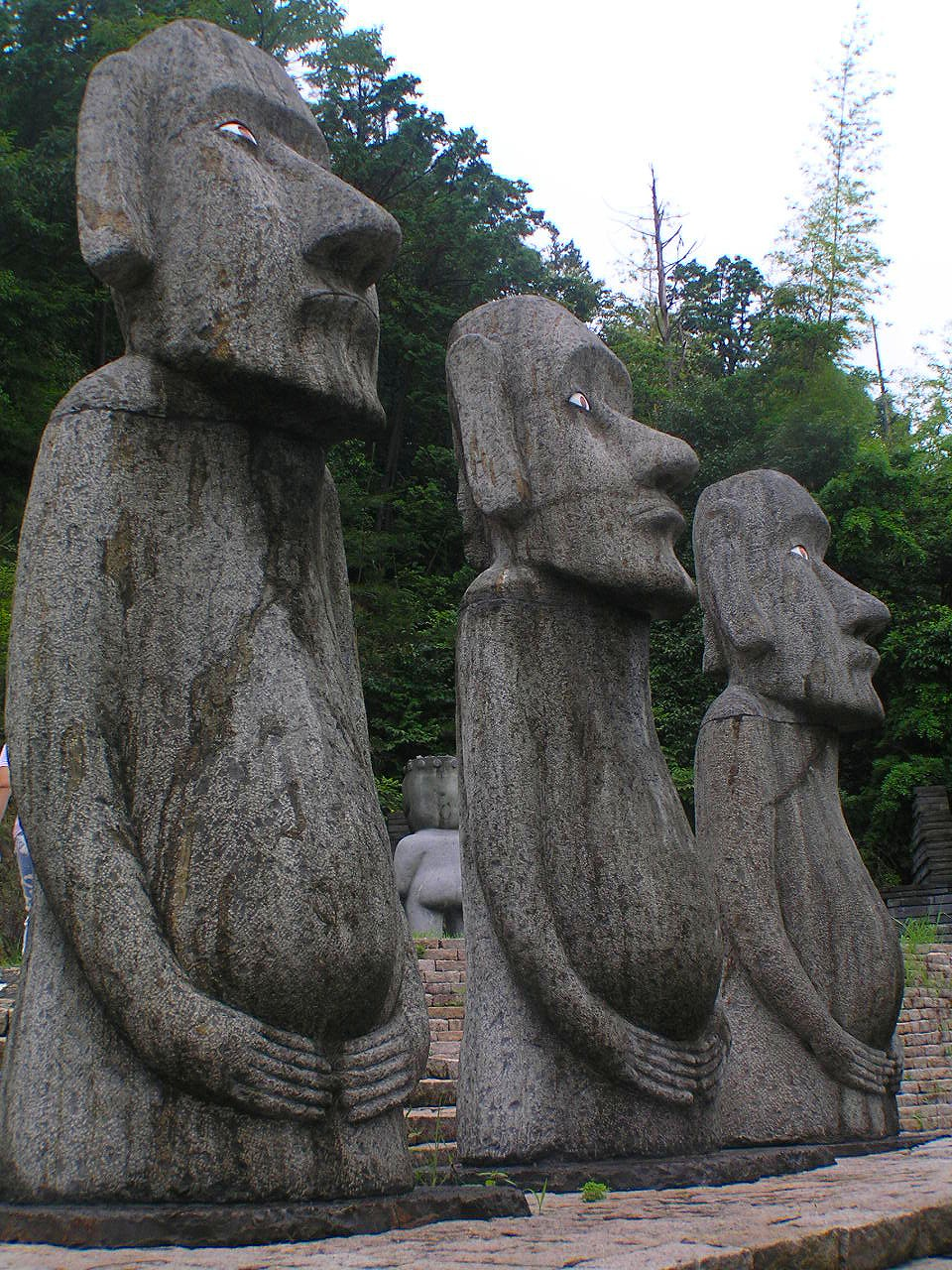
イースター島のモアイ像

太陽公園（たいようこうえん）は、兵庫県姫路市の峰相山山麓にあるテーマパークである。世界の石で作られた建造物や遺跡、石像などのレプリカを多数設置した「石のエリア」と、隣接する敷地の山上に建設された山城「白鳥城」をメインとする「城のエリア」に分かれている。

## 概要
1992年（平成4年）10月1日に現在の「石のエリア」がオープン。メインは、全長2キロにおよび再現された万里の長城と、1000体の兵馬俑が発掘された現場を再現した兵馬俑展示館であり、そのほかの展示物も、ほとんどのものが実物大で作られている。
「城のエリア」は2009年（平成21年）4月19日にオープン。メインの「白鳥城」はドイツ南部にあるノイシュヴァンシュタイン城とよく似ている。なお、白鳥城へのアクセスは専用のモノレール（嘉穂製作所製のスロープカー）を利用するか徒歩で山を登ることになる。モノレール始発駅になる山麓にはレストラン、土産物店などを備えたウェルカムハウス「スワン」がある。
広大な敷地を利用し公園では各種のイベントが行われている。
かつては毎年8月10日に「火祭り」が開催されており、またお水取りのような行事や花火などのイベントがあった。
近年ではスーパーカーや旧車のイベント、コスプレのイベント、ミュージシャンのライブなど様々な行事が行われている。
公園は社会福祉法人愛光社会福祉事業協会（太陽福祉グループ）によって運営され、また同施設は障害者の雇用の場にもなっており、入場料等の収入は障害者への給与等に充てられている。園内には三光園、愛光園などの福祉施設が併設されている。

### おもな展示物・施設
- 石のエリア
  - 石像等
    - 兵馬俑
    - 五百羅漢
    - イースター島のモアイ
    - マーライオン
    - 他、多数の石像

  - 建造物、遺跡等
    - 万里の長城
    - 凱旋門
    - 天安門広場
    - エジプトのピラミッドとスフィンクス
    - マチュ・ピチュの遺跡
    - 磨崖仏
    - 双塔寺
    - 鶏足寺
    - 他、多数の建物
- 城のエリア
  - 白鳥城
  - ゲストハウス「スワン」
  - モノレール

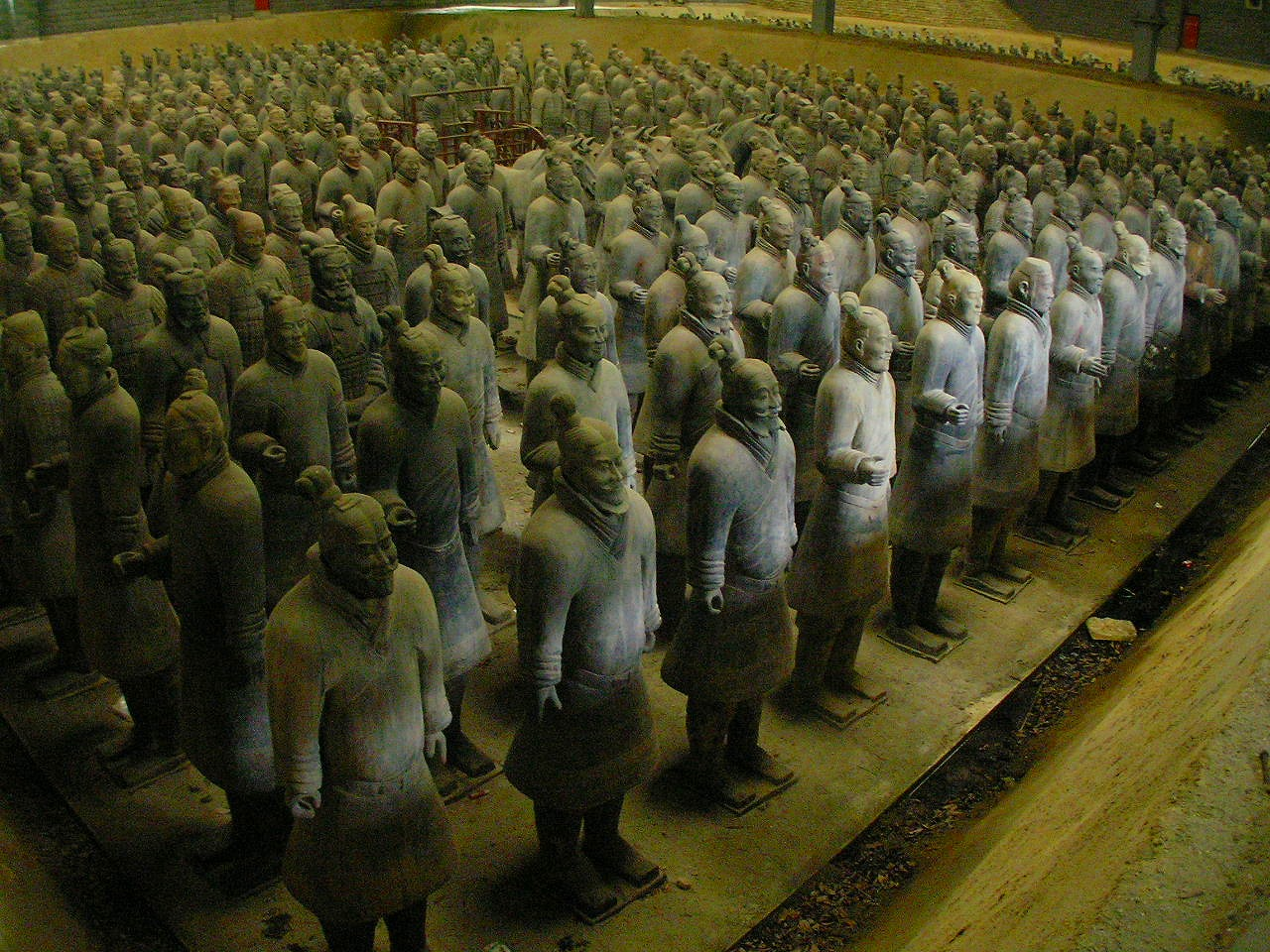
兵馬俑博物館

  - 匠の街 Rainbow（工芸品製作実演所）

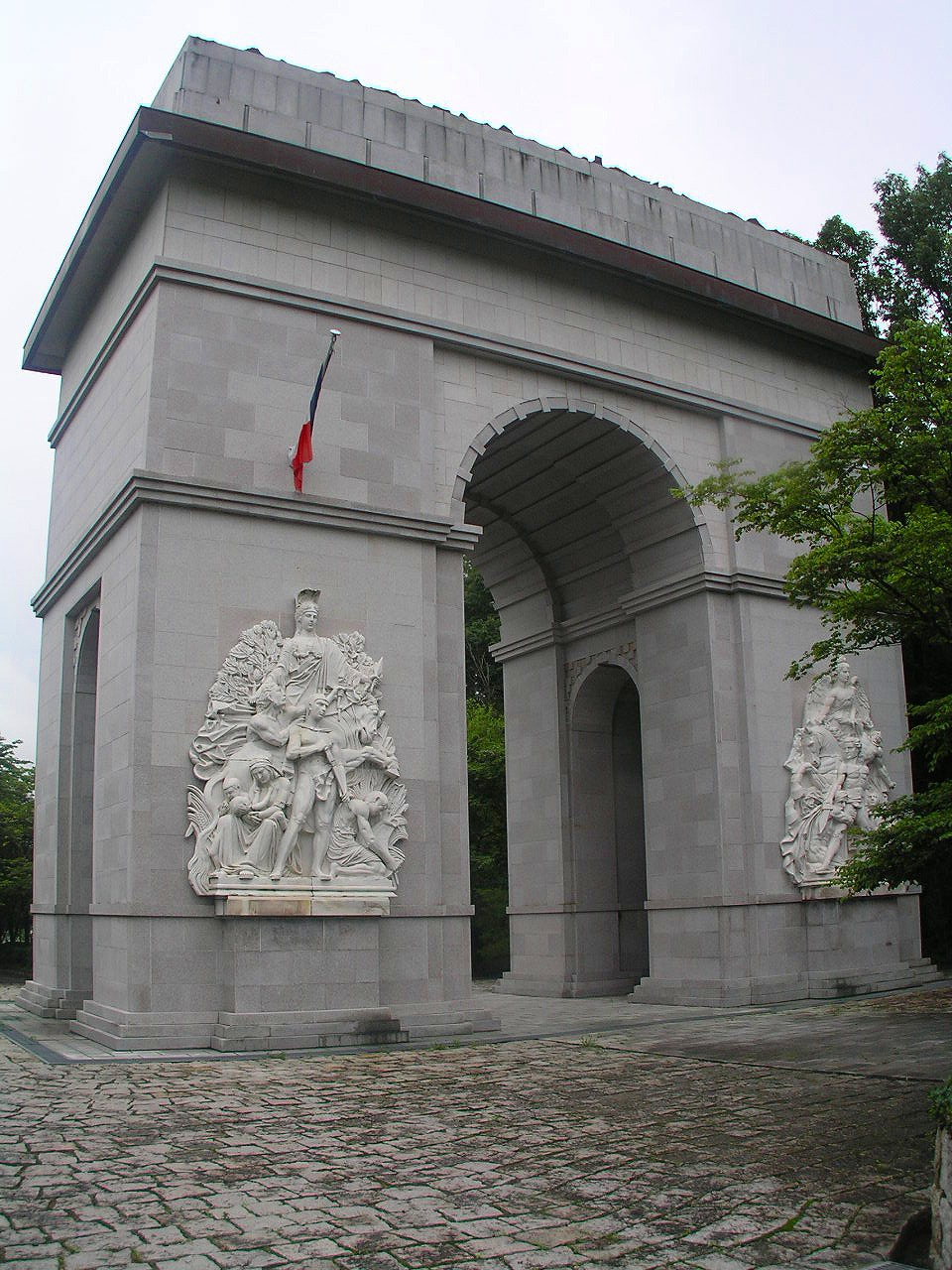
凱旋門
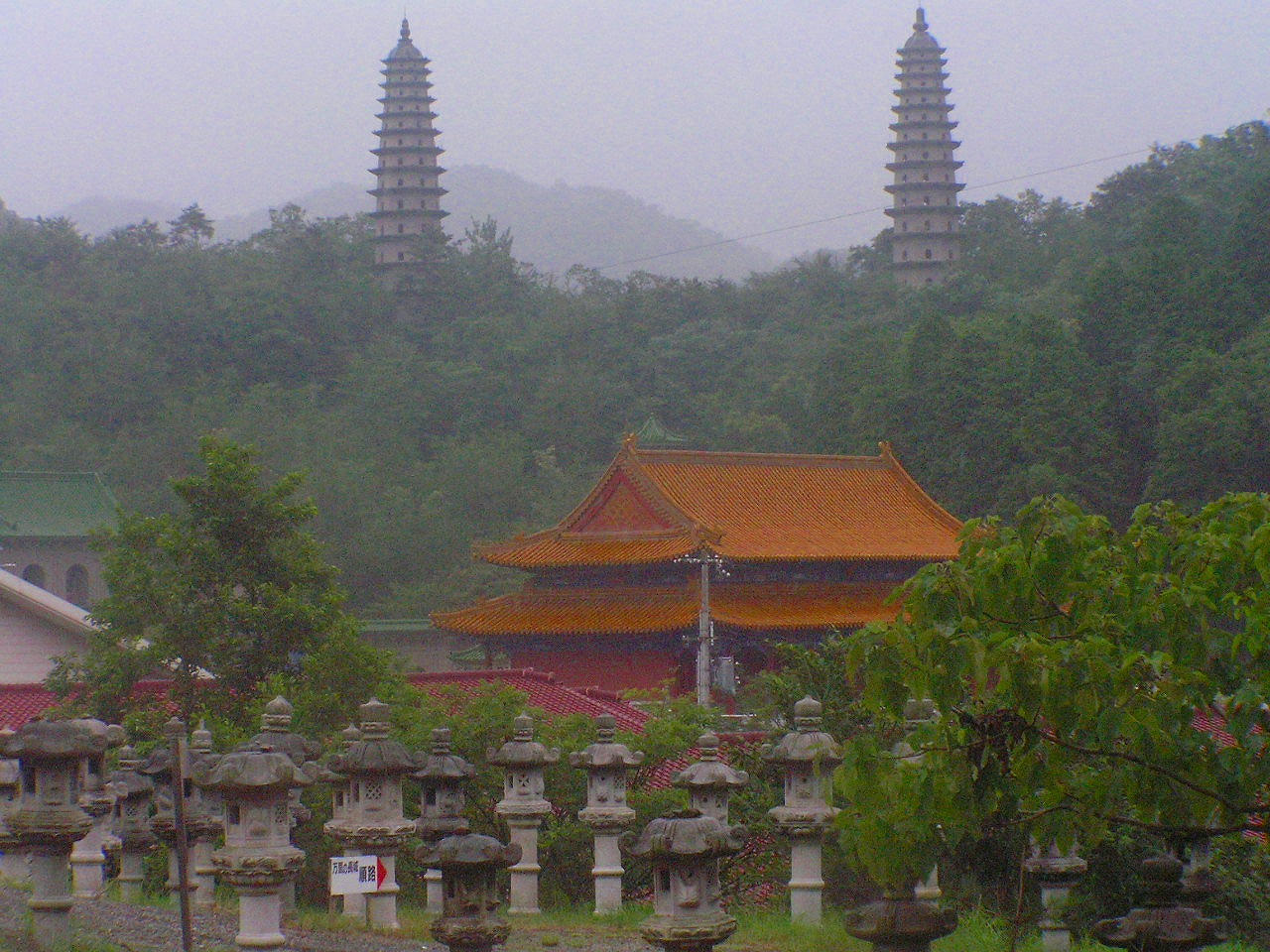
紫禁城と双塔寺を遠望
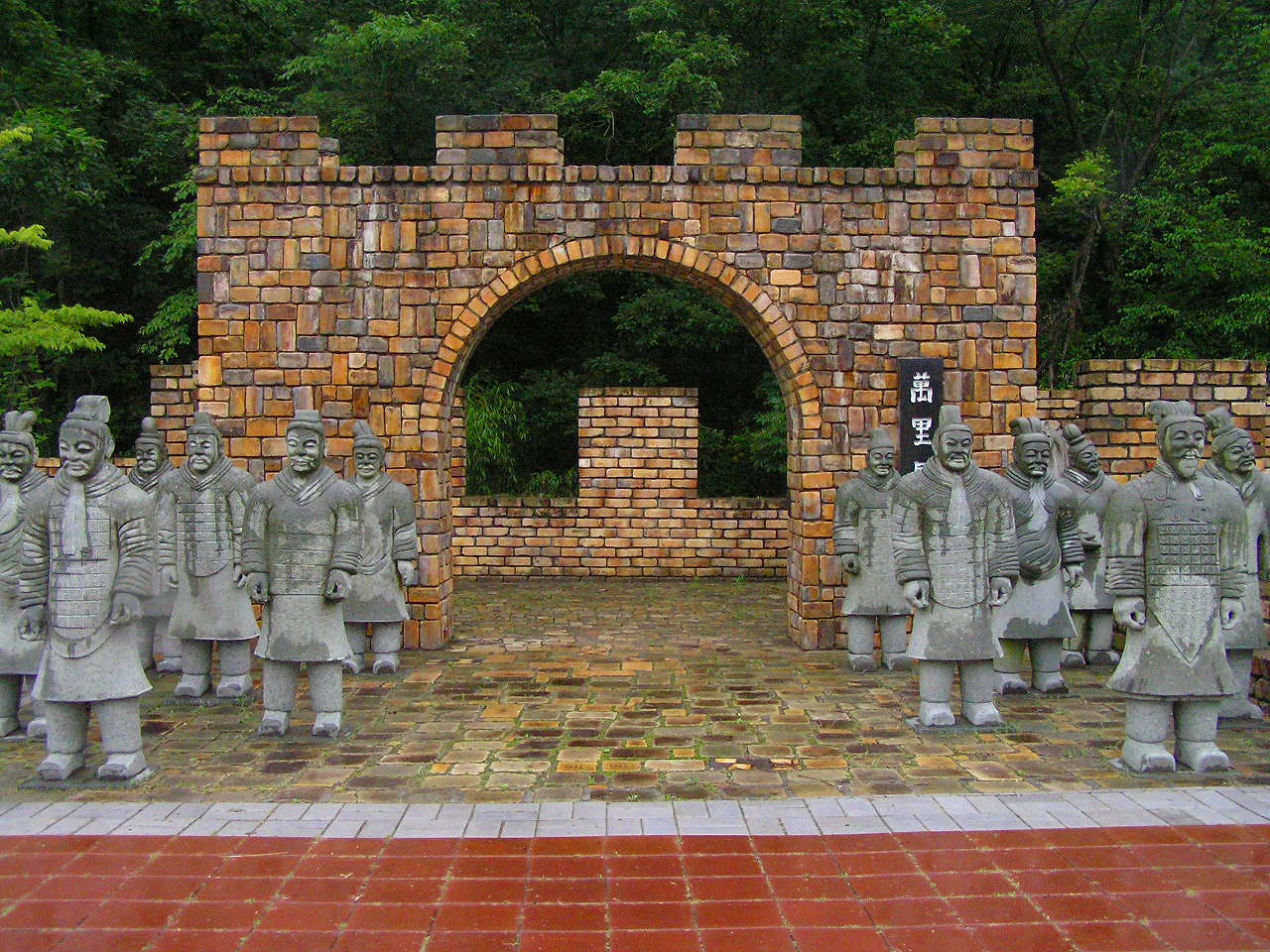
万里の長城入り口
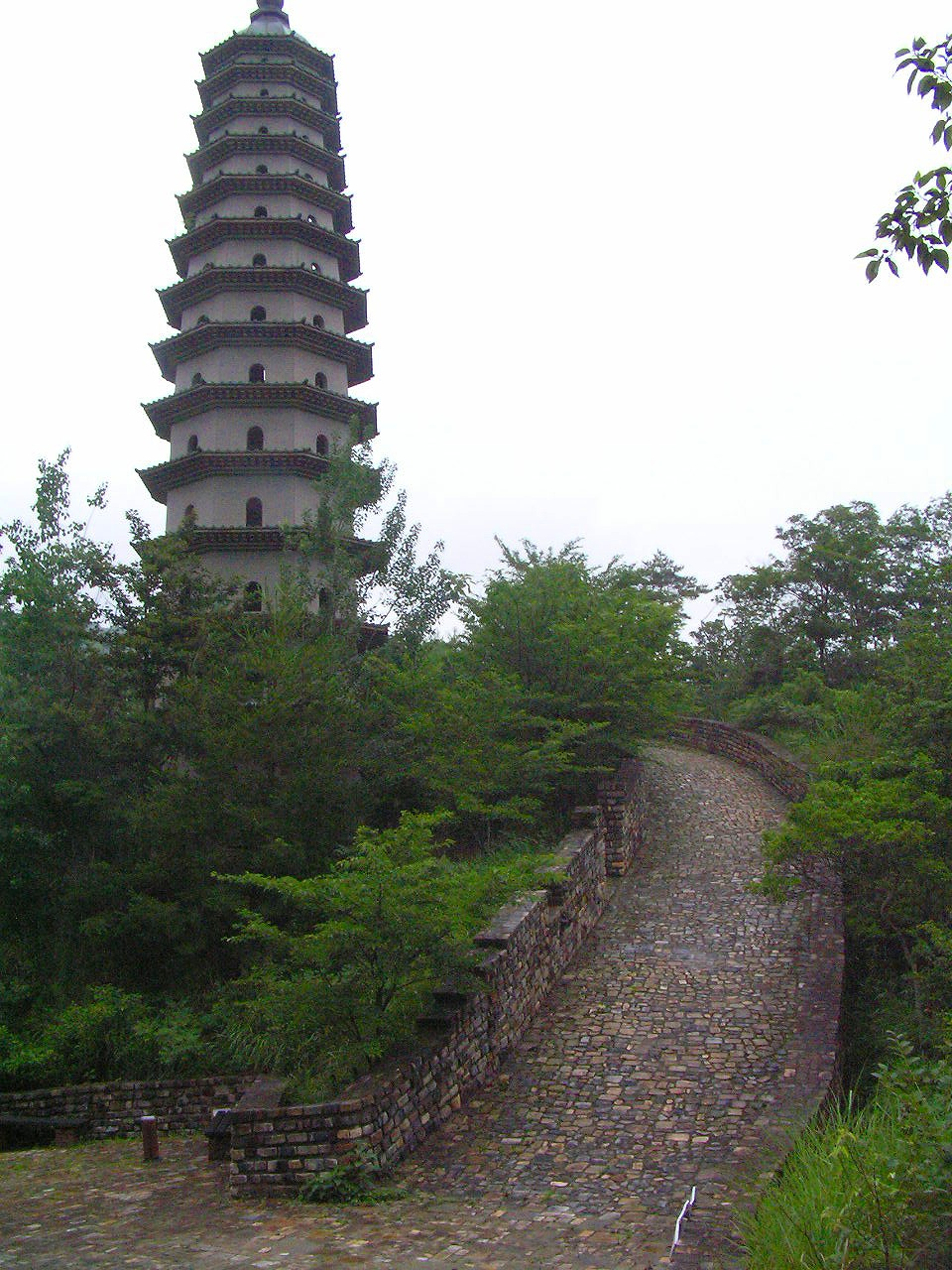
万里の長城と双塔寺
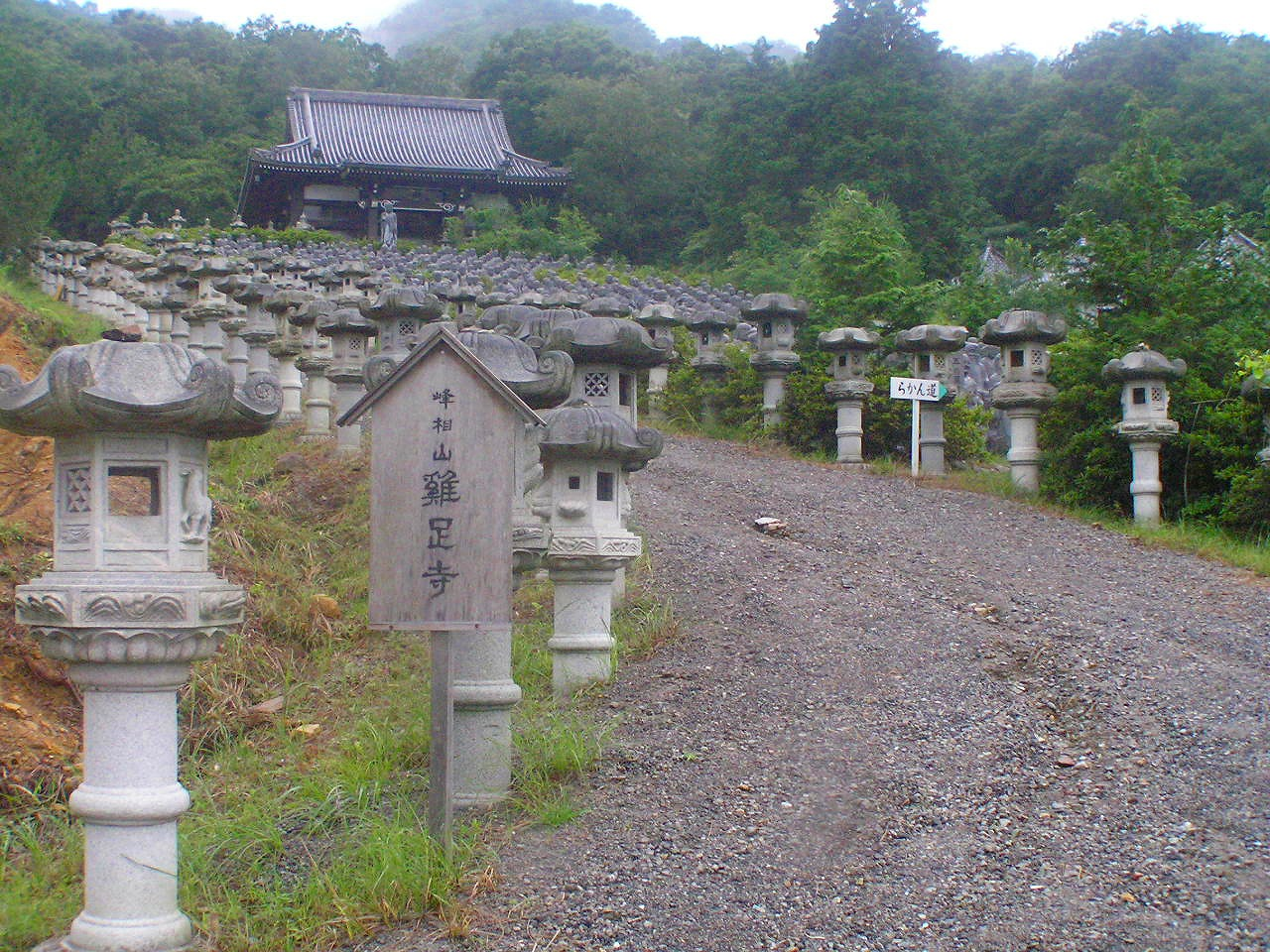
鶏足寺
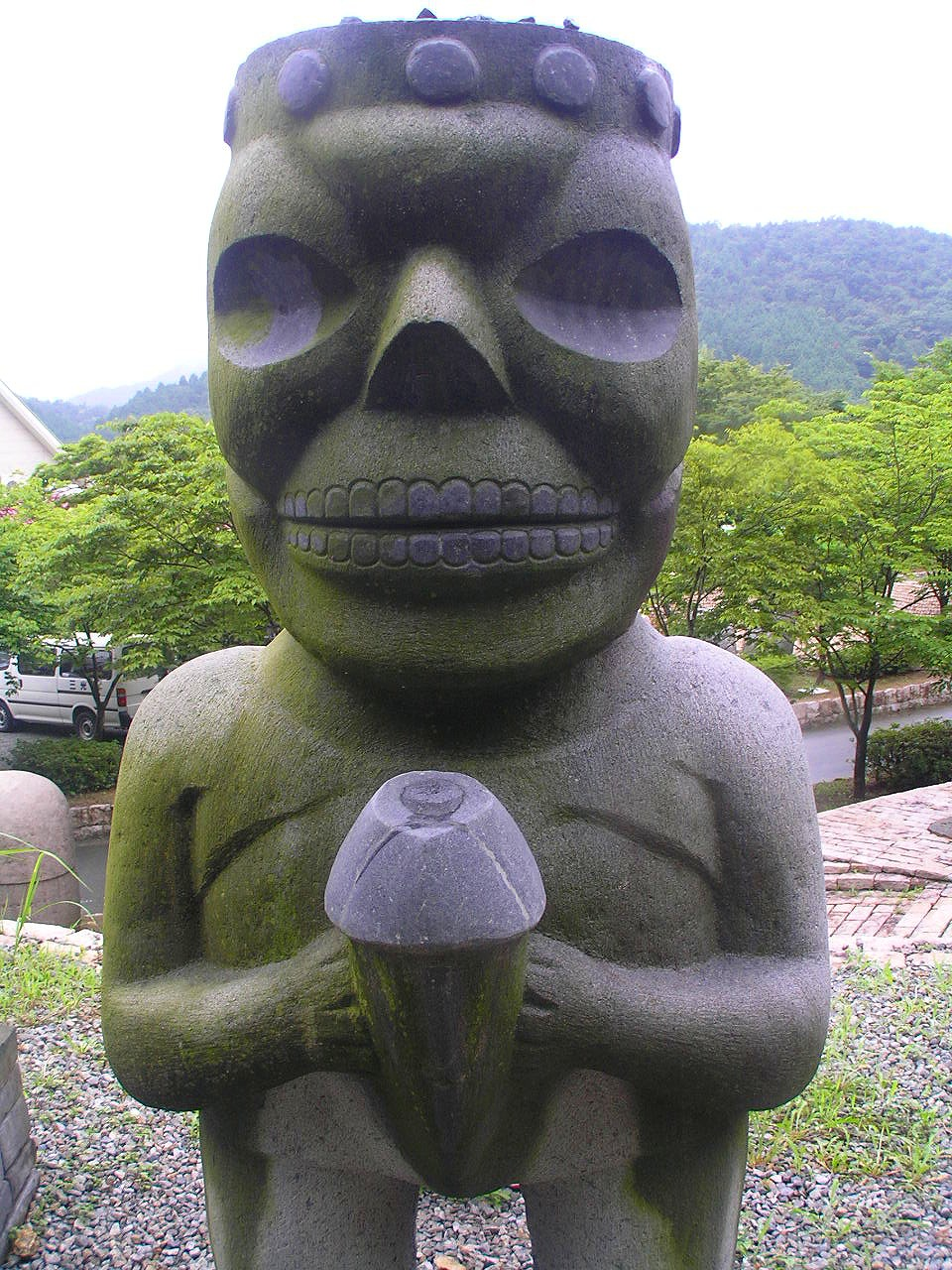
巨大なペニスを持つ石像
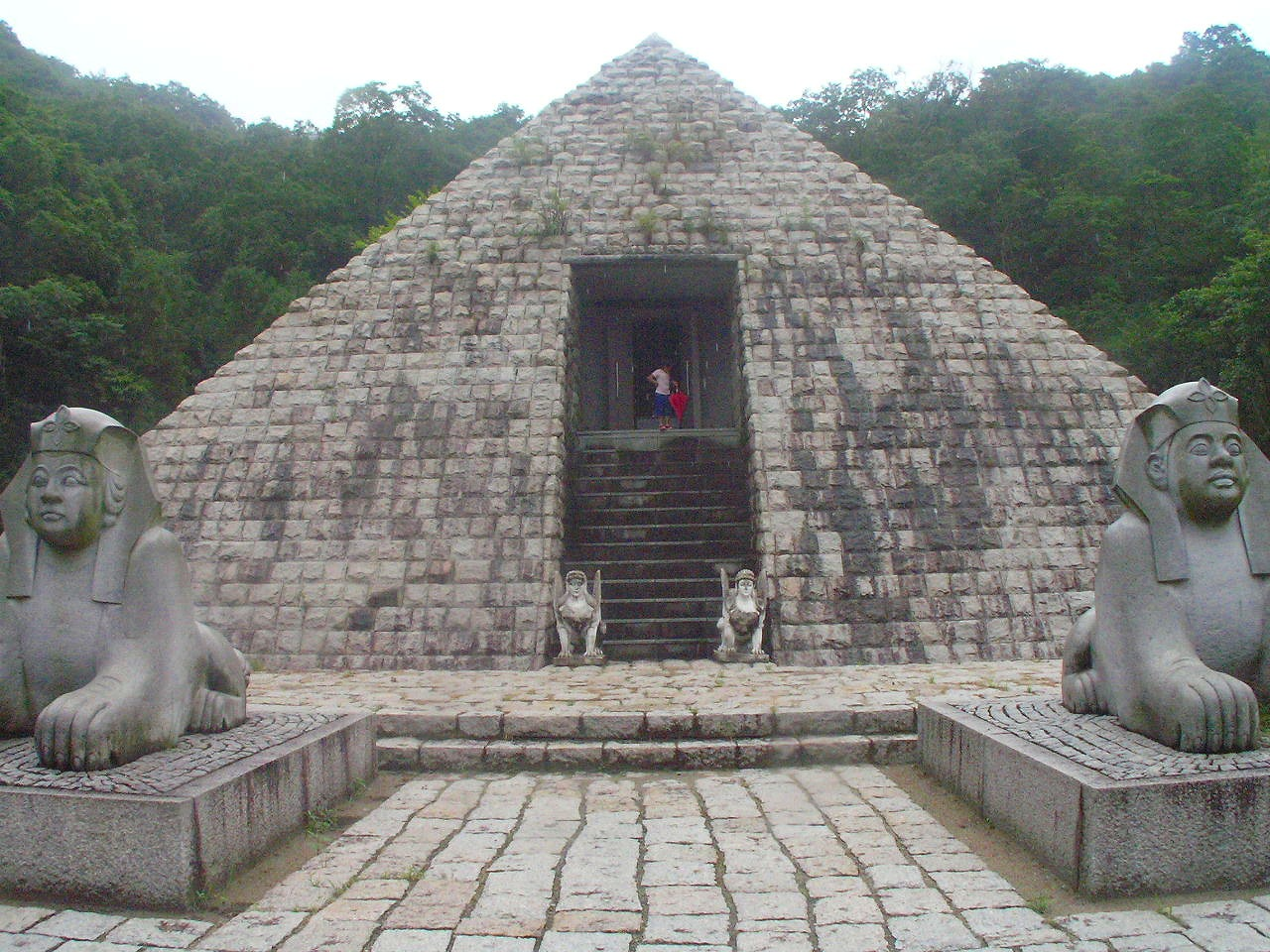
ピラミッド
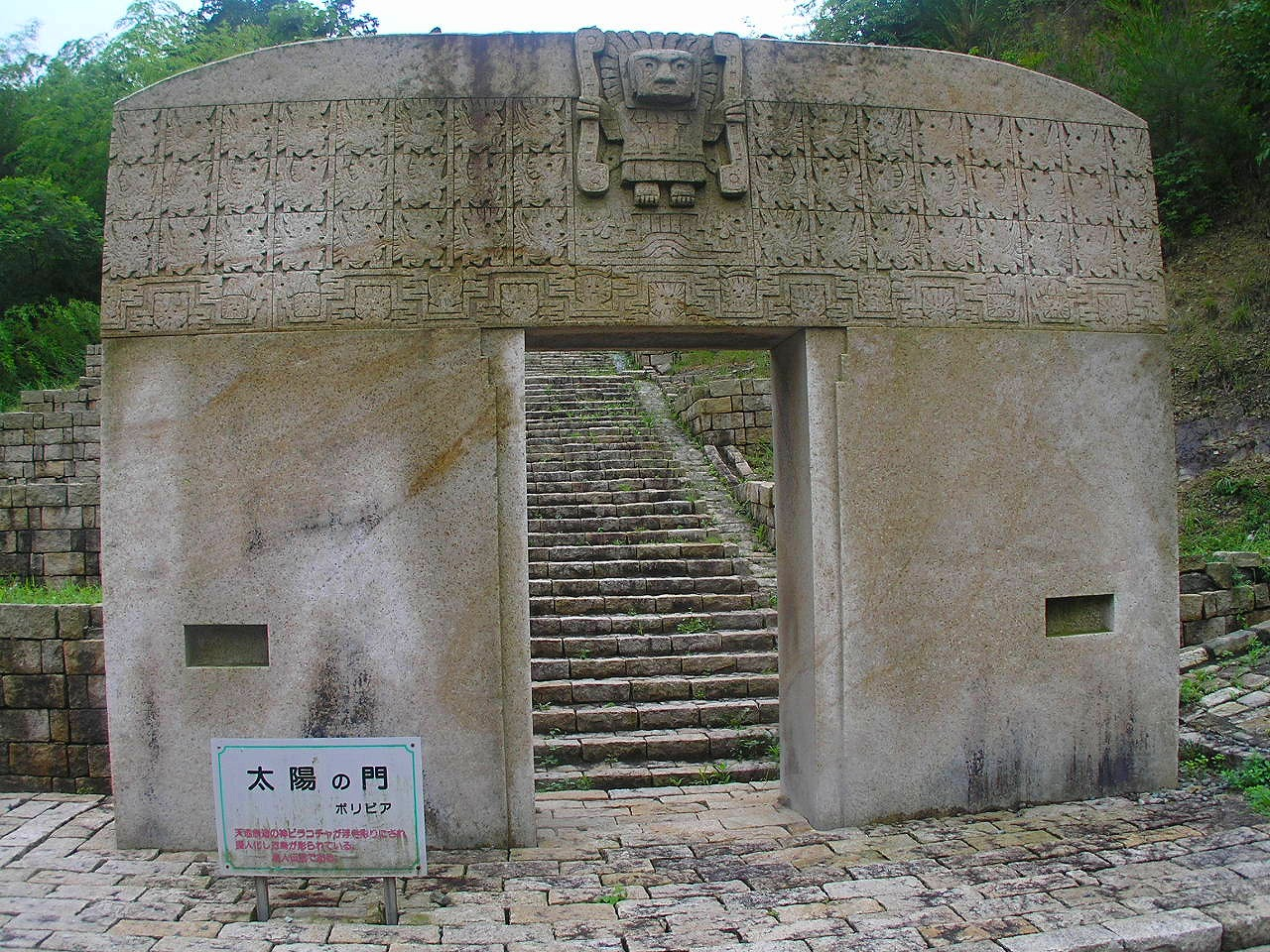
ボリビア太陽の門
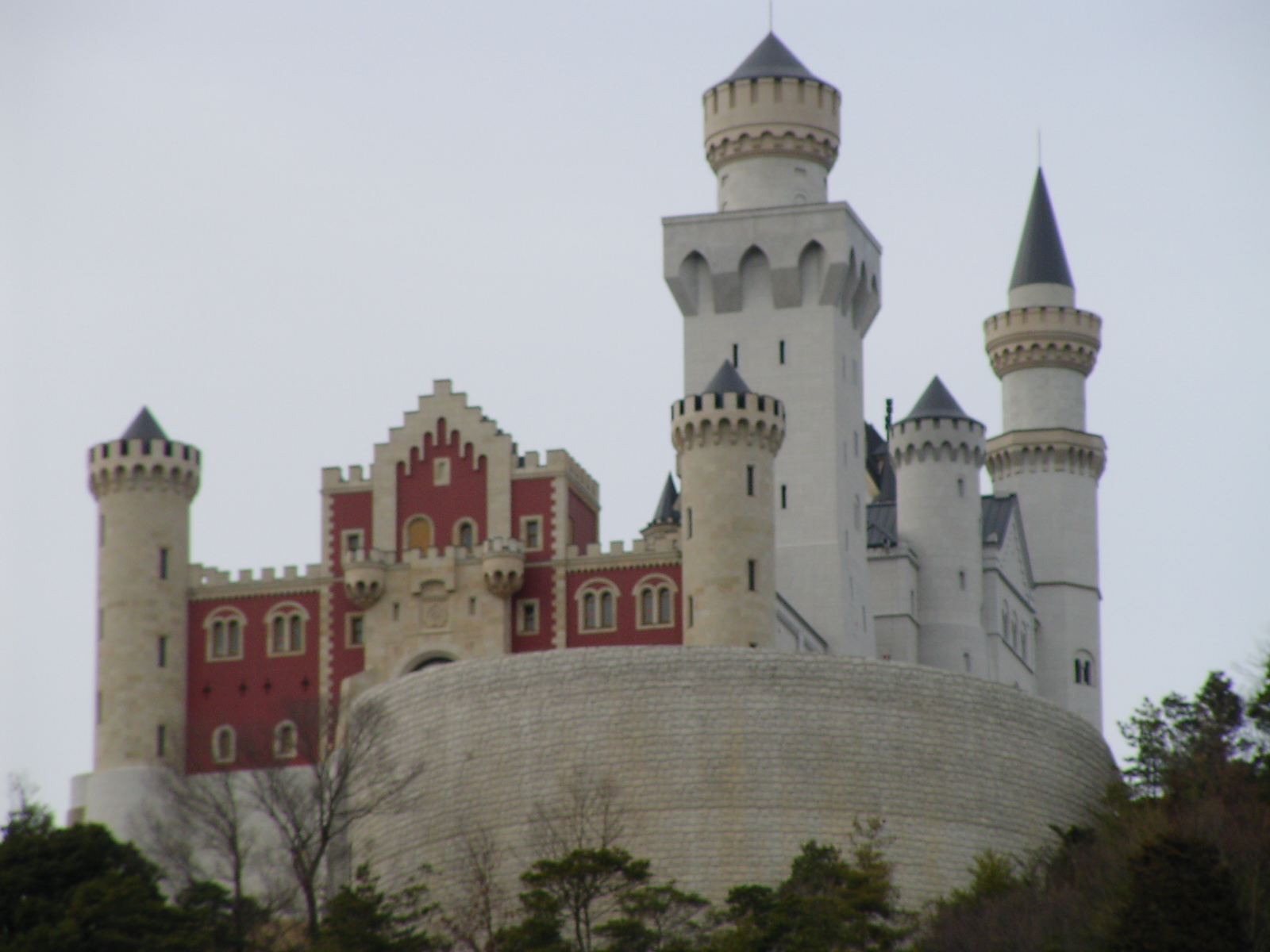
隣接地に建設された「白鳥城」ノイシュヴァンシュタイン城の3分の2のレプリカ
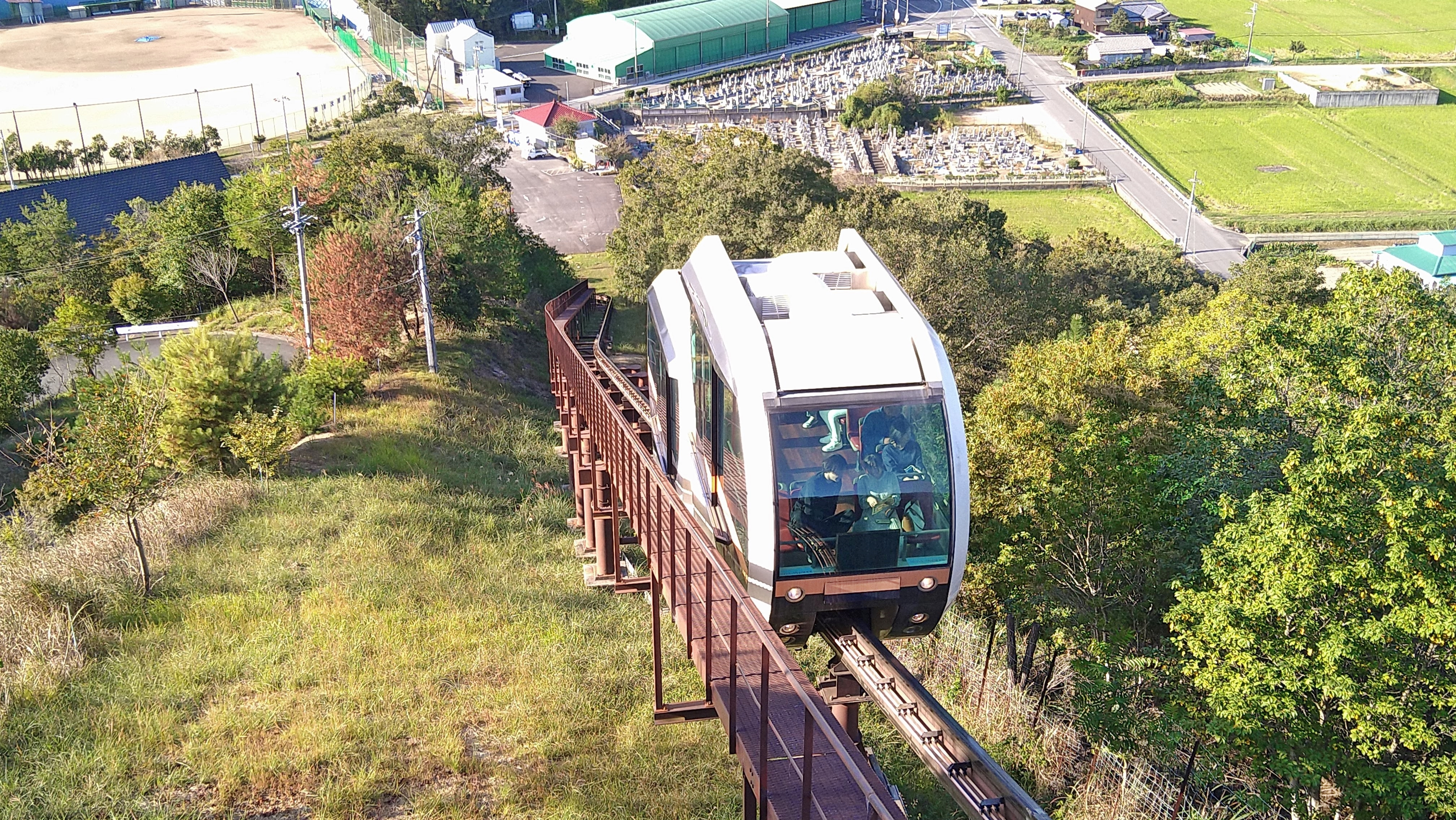
白鳥城に連絡するスロープカー（モノレール）

## 入場料
- 大人（高校生以上） 1,500円
- 小人（小学生及び中学生）・高齢者（75歳以上） 700円

20名以上は団体割引あり。

## 営業情報
- 営業時間：9:00〜17:00
- 休園日：年中無休

## アクセス
- JR姫路駅から神姫バスで「緑台」行きに乗車し「打越新田・太陽公園北」徒歩10分
- 「白鳥台3丁目経由緑台」で打越西・太陽公園前で下車
- 「白鳥台」行きに乗車し「白鳥台3丁目」で下車して徒歩10分。
- ※姫路駅方向で「打越新田・太陽公園北」は打越を経由するバスと、「白鳥台3丁目」を経由するバスで交差点の南側か西側（打越方向は小屋あり）で位置が違うので要注意！
- 姫新線余部駅より無料送迎バス（要確認）